# Mètrica catalana
La mètrica catalana és la disciplina que s'ocupa de l'estructura i el ritme dels versos. Aquesta s'inscriu en la mètrica sil·làbica romànica perquè la seva base és el nombre de síl·labes que té cada mot. El recompte sil·làbic s'efectua fins a la darrera vocal tònica. En aquest grup, a més de la mètrica catalana, hi trobem també l'occitana i la francesa, totes llengües oxítones (carreguen l'energia articulatòria en la síl·laba tònica més que en altres llengües) perquè tenen una majoria de mots aguts sense cap altra síl·laba posterior.
Altres mètriques sil·làbiques romàniques com la castellana o la italiana compten les síl·labes de manera diferent, ho fan fins al final del vers. A més, a una paraula amb síl·laba aguda final caldrà sumar-n'hi una i a una esdrúixola restar-n'hi una, les planes queden iguals.
Les tècniques en l'expressió poètica tradicional en la llengua catalana i les que reglamenten la pràctica de construcció correcta del vers conformen la versificació catalana. La prosòdia estudia la quantitat de vocals i síl·labes. La mètrica és la ciència que mesura els versos. La rítmica estudia la mesura del ritme. Actualment se solen agrupar totes aquestes ciències sota la denominació de mètrica.
Des de ben entrada l'edat mitjana la mètrica catalana ha gaudit de nombrosos estudis per tal de facilitar el seu estudi i normativitzar-ne l'ús.

## El vers
Un vers són una sèrie de mots escrits en una sola línia que es poden mesurar segons els accents tònics i les síl·labes i, a més, formen part d'una estructura textual superior. Ocupa una ratlla de text i, a més, segueix un patró repetitiu, en relació amb altres ratlles de text, que s'hi relacionen per tenir característiques coincidents. És molt important, per això, de tenir en compte el context on és el vers, és a dir, els versos posteriors i anteriors. Als mots plans i esdrúixols se'ls anomena femenins i als aguts masculins. En català determina la frontera de cada vers l'última síl·laba accentuada de cada ratlla.
Així, en cas que el mot paraula fos al final d'un vers, les síl·labes es comptaran fins a au o, en el cas de sèmola fins a la è.

## Contacte entre mots
Dins dels versos, les paraules amb vocals en contacte produeixen fenòmens que afecten la mètrica i al recompte. Alguns són aquests:
- Hiat: Les vocals en contacte mai no es compten dins de la mateixa síl·laba.
- Sinalefa: Dues vocals de paraules diferents però seguides l'una de l'altra en un vers s'apleguen conservant el seu so o bé anul·lant un el de l'altra. Sempre, però, seguint la diftongació catalana a e o + i u; llevat de posició inicial i diftong creixent io, iu i gua, gui, qua, qui, etc.
- Elisió: Una de les vocals en contacte no es pronuncia, s'elideix. Un exemple en la pronúncia del català central és sempre això, que es pronunciaria /'sempɾə'ʃɔ/.

Contacte dins dels mots:
- Sinèresi: És a dir, pronunciar un hiat com un diftong. Ací s'accepta diftongació impròpia per tal d'afinar la regularitat rítmica: e-vo-lu-ció me-mò-ria...
- Dièresi: Un diftong es pronuncia com un hiat. És una llicència rítmica, ja que la normativa no ho preveu. Es fa per tal que l'esquema rítmic quadri. Per exemple: a-i-re.

## Recompte
El recompte sil·làbic sempre és amb relació a un vers. En mètrica, no es compten les síl·labes per paràgrafs ni per poesia completa, sinó per versos, hemistiquis o per peus. Es fa fins a l'última síl·laba tònica, les posteriors no es compten. Fora d'aquests límits, les altres, no compten, estan en anacrusi. Cal tenir present els fenòmens de contacte vocàlic dins dels mots i entre paraules com per exemple:
- El fet que els articles, les conjuncions, els pronoms febles i altres paraules són àtones i, per tant, no entren dins el recompte sil·làbic com a síl·labes tòniques.
- Els mots compostos tenen dues vocals tòniques la principal i la de suport: ˈrapidaˌment, ˌbuscaraˈóns.

En cas que hi hagués tres síl·labes àtones seguides dins un vers, es crearia una vocal tònica de suport, ja que així ho exigeix el ritme de la poesia. De la mateixa manera, no es permeten dues síl·labes tòniques seguides, donat el cas una desapareixerà.
La divisió dels versos ve assignada per la quantitat de síl·labes: els que en tenen més de vuit són anomenats art major, mentre que els que en tenen vuit o menys s'anomenen art menor. A més, dins d'aquestes divisions, cada vers té un nom depenent de les síl·labes que té:
Art menor, fins a vuit síl·labes:
- Monosíl·lab: una síl·laba.
- Bisíl·lab: dues síl·labes.
- Trisíl·lab: tres síl·labes
- Tetrasíl·lab o quadrisíl·lab: quatre síl·labes.
- Pentasíl·lab: cinc síl·labes.
- Hexasíl·lab: sis síl·labes.
- Heptasíl·lab: set síl·labes.
- Octosíl·lab: vuit síl·labes.

Art major, de nou síl·labes o més, tot i que és molt infreqüent que en català en tinguin més de dotze:
- Enneasíl·lab: nou síl·labes.
- Decasíl·lab: deu síl·labes.
- Hendecasíl·lab: onze síl·labes.
- Dodecasíl·lab o alexandrí: dotze síl·labes.
- Tredecasíl·lab: tretze síl·labes, per bé que no té cap tradició en llengua catalana.
- Octonari: setze síl·labes, molt poc usual.

## Cesura
És un fenomen que es dona especialment en versos d'art major, encara que també, molt rarament, en versos d'art menor, i que consisteix en una pausa accentual mètrica, que divideix el vers en dues parts o hemistiquis. Cada hemistiqui és independent. Poden tenir rimes interiors i les síl·labes es compten independentment a cadascun, talment com si fossin versos.
Una cesura pot ser marcada per un signe de puntuació: una coma, un punt o un punt i coma. Pot ser marcada també per una marca de canvi d'oració com ho podria ser una conjunció. De vegades, també, pot ser que senzillament no sigui marcat, sinó que t'hi obligui el ritme de la poesia.
La cesura marca la diferència entre tipus de versos, ja que hi ha versos, per exemple, de dotze síl·labes sense cesura, dodecasíl·labs, altres igualment amb dotze síl·labes però amb cesura, alexandrins. Això és pel fet que marca clarament un ritme diferent. Un exemple de vers alexandrí és el següent:
Inici del poema Cap al tard de Joan Alcover.
| Jo só l'esqueix d'un arbre, esponerós ahir, que als segadors feia ombra a l'hora de la sesta; mes branques una a una va rompre la tempesta, i el llamp fins a la terra ma soca mig-partí. | 1 2 3 4 5 6 1 2 3 4 5 6 Jo-so-les-queix-dun-ar-(bre), // es-po-ne-ros-a-hir, 1 2 3 4 5 6 1 2 3 4 5 6 qu(e)als-se-ga-dors-fe-i(a)om-(bra) // a-lho-ra-de-la-ses-(ta); 1 2 3 4 5 6 1 2 3 4 5 6 mes-bran-ques-u-na(a)-u-(na) // va-rom-pre-la-tem-pes-(ta), 1 2 3 4 5 6 1 2 3 4 5 6 iel-llamp-fins-a-la-te-(rra) // ma-so-ca-mig-par-tí. |

## Rima
La rima és el fenomen fònic i mètric produït per la coincidència total o parcial dels sons finals d'un vers amb els d'un altre i dona musicalitat a la poesia.
Hi ha diversos tipus de rima i diverses classificacions. Les més habituals són la distinció entre rimes consonants i assonants i entre rimes masculines i femenines. Aquests dos tipus de classificacions, a més, són combinables a l'hora de descriure la rima com veurem més avall. Cal tenir en compte quan s'analitza la rima l'origen de l'autor, ja que segons el seu origen hi ha paraules que rimen en la seva parla i que no ho fan en el de qui ho analitza.
Segons la coincidència:
- Rima consonant, és la rima produïda per la repetició exacta de fonemes després de la darrera vocal tònica del vers. Cal parar atenció en el fet que la repetició no té per què ser gràfica o bé no només ha de ser gràfica, ja que de vegades hi ha lletres que a vegades són un mateix fonema i d'altres que, malgrat ser la mateixa lletra, no ho són.
- Rima assonant, és la mena de rima que es produeix quan les vocals després de la darrera vocal tònica coincideixen. És una mena de rima que dona més musicalitat i subtilesa a la rima.

Segons l'accentuació:
- Rima masculina, dita també oxítona, és la que rima mots aguts.
- Rima femenina, dita també paraxítona, és la que rima mots plans.

També existeix l'esdrúixola, o proparaxítona, aquesta, però, no és gaire habitual.
De vegades hi ha versos que no rimen amb cap altre, en aquest cas, són versos estramps.

### Descripció de la rima
La rima és descrita als versos mitjançant lletres. A cada rima diferent al final de cada vers li correspon una lletra i aquesta lletra es repetirà tants cops dins la poesia com cops surti la mateixa rima. La lletra, a més, serà majúscula si el vers al qual correspon la seva rima és d'art major i serà minúscula si és d'art menor. Les diferents rimes que vagin sortint seran anomenades amb la lletra següent per ordre alfabètic. També cal afegir que per indicar si la rima és femenina o masculina, a l'anàlisi, s'afegeix un apòstrof a les lletres de rima femenina.
L'exemple que hi ha a continuació mostra una rima consonant femenina d'art major, en decasíl·labs. Correspon a la primera estrofa del sonet A una dama que es pentinava darrera una reixa en temps de Vicenç Garcia de Bartomeu Rosselló Pòrcel.
| Amor, senyor de l'ampla monarquia ---------- A' que publica el clavell i el foc proclama -- B' en l'ardor de la gal-ta i en la flama ------ B' de l'exaltació que l'aire cria,------------- A' |

### Estructures de la rima
Cada estrofa pot tenir diferents seqüències de rima als seus versos.
- Rima encadenada: ABAB
- Creuada: ABBA
- Caudada: AABB
- Monorima: AAAA
- Capicuada: La segona estrofa comença amb la rima final de l'anterior. ABBA ACCA o ABBA ACAC CDDE...
- Unisonants: totes les estrofes tenen la mateixa estructura ABBA, ABBA...
- Encadenades: La següent pren la del mig de la primera, la dobla deixant al mig la nova que seguirà: ABA BCB CDC...

## L'estrofa
Una estrofa són un conjunt de versos que és separada de les altres estrofes per una línia en blanc. És pròpia de la lírica i és l'equivalent del paràgraf de la prosa. Acostuma a tenir unitat de sentit, tot i que no sempre la té. A més, és la unitat a partir de la qual s'estudia l'estructura de la rima.
En mètrica catalana trobem les estrofes següents: 
- Apariat: es tracta d'una estrofa de només dos versos, poden ser tant d'art major com d'art menor. N'hi ha de dos tipus:

- El rodolí: de caràcter lúdic i popular. Pot anar al final d'altres estrofes, pot ser una endevinalla o bé formar part d'altres texts.
- Codolada: són dos versos d'art menor que es van combinant. Eminentment medieval, popular i satíric.
- Tercet: són estrofes de tres versos. Són generalment d'art major, tot i que n'hi poden haver d'art menor. Es fa servir a les dues estrofes finals dels sonets. També és fet servir al lai i al haiku. Finalment, hi ha la possibilitat de fer-los encadenats, és a dir, una sèrie de tercets la rima dels quals és ABA BCB CDC, etc.

- De quatre versos: estrofes amb quatre versos cadascuna.

- Quarteta: d'art menor, una sola quarteta de vegades fa la poesia sencera. Habitual en corrandes o gloses.
- Quartet: d'art major i amb rima consonant. Es pot fer servir com a poesia en solitari, però és més comú que formi part d'una estructura superior. És habitual en sonets, madrigals, epigrames o epitafis.
- De cinc versos: són estrofes amb cinc versos.

- Quintet: estrofa de cinc versos d'art major amb, com a mínim, dues rimes consonants. Cal distingir entre quintet, d'art major, i quinteta, d'art menor.
- Lira: estrofa de cinc versos pròpia de la mètrica castellana adaptada a la catalana com a combinació d'hexasíl·labs i decasíl·labs i, per tant, anisosil·làbica.
- Sextet: de sis versos. En català gairebé sempre d'art major i isosil·làbic, és a dir, amb el mateix nombre de síl·labes a tots els versos.

- De set versos. Molt escasses en la mètrica catalana. Sovint són la fusió d'un quartet amb un tercet.

- Octava. Estrofes de vuit versos. En català també es coneixen com a cobles

- Octava clàssica: feta de decasíl·labs, d'art major, per tant, i rima consonant. També existeixen octaves clàssiques de rima blanca, és a dir, que no tenen rima. Llavors se les anomena cobles estrampes.
- Octava reial: estructura d'origen italià composta per decasíl·labs isosil·làbics. Amb vocació narrativa.
- Octava lírica: formada a partir d'ajuntar dos quartets. Està formada, per tant, de rimes autònomes en els quatre primers i els quatre segons versos. Tant és d'art major com d'art menor.
- Octava italiana: és d'art major i isosil·làbica. També formada per dos quartets amb apariats a dins.
- Octava romàntica: dos quartets independents, un d'art major i un d'art menor. Juxtaposats.
- Nou versos. No és gens habitual en mètrica catalana. Només es pot veure com a resultat d'una fusió d'un quartet i d'un quintet.

- Dècima. De deu versos.

- Espinela, d'origen castellà estrofa habitualment heptasil·làbica (art menor) amb versos encadenats. A més, pot tindre un apariat o un refrany final.

## Composicions poètiques
Hi ha diverses combinacions d'estrofes i versos amb una estructura determinada que tenen una certa tradició en la poesia catalana.
- Sonet: procedent d'Itàlia consisteix en dos quartets inicials i dos tercets, és a dir, catorze versos. El nombre de síl·labes per vers és variable, de manera que n'hi ha d'Art Major i d'Art Menor. Apareix a la poesia catalana al segle XV de la mà de Pere Torroella i s'ha mantingut amb més o menys vida fins als nostres dies.
- Silva: hexasíl·labs i decasíl·labs combinats lliurement sense límits de versos.
- Lira: originària de la poesia castellana, és una quinteta que combina hexasíl·labs i decasíl·labs.
- Cançó: és una composició típicament trobadoresca la qual té de 5 a 7 octaves closes amb un quartet que pren la rima de la darrera octava.
- Estança: també d'origen italià. Són recurrents en teatre a causa del ritme particular que produeixen. Consten d'hexasíl·labs i decasíl·labs disposats a voluntat de l'autor. És habitual incloure'ls dins d'altres composicions, com odes o cançons.
- Sextina: composició isosil·làbica, habitualment de sis estrofes de sis versos en decasíl·labs.

N'hi ha més, per bé que no tan conegudes, esteses i reconegudes en la poesia catalana: auca, corranda, dansa, goig, viadera, villancet, virolai, seguidilla, haikú, tanka o lüshi.

## Ritme
El ritme és un paràmetre consistent a una seqüència musical aconseguida per la successió de síl·labes tòniques i àtones dins d'un vers, estrofa o poema. També hi intervenen les pauses que hi pugui haver. Gràcies al ritme, entre altres aspectes, la lírica es pot distingir de la prosa. També existeix a la música. El ritme varia segons la llengua, així, en llatí i en anglès hi intervenen també les vocals llargues i curtes i en xinès els tons

### Peus mètrics
Segons la combinació de síl·labes àtones i tòniques en català podem distingir els peus mètrics següents:
- Amfíbrac: combina àtona–tònica-àtona.
- Anapest: combina àtona– àtona-tònica.
- Dàctil: combina tònica–àtona-àtona.
- Iambe: combina àtona–tònica.
- Troqueu: combina tònica-àtona.

Exemples:
AmfíbracLa | len|ta | ma|nya|ga | sub|til | de | les | fla|mes
AnapestVa | pas|sant | en|tre|mig | de | sa | gent | a|dor|mi|da
Dàctil Com | les | fi|gue|res | per | grà|ci|a
IambeDe | dins | el | pit | co|vard | els | mots | com | un | es|tol 
Troqueu És | quan | dor|mo | que hi | veig | clar

## Història
Es comença a escriure sobre la mètrica catalana ja a l'edat mitjana i des de llavors se n'han escrit nombrosos llibres i manuals per a facilitar-ne l'estudi i normativitzar-ne l'ús. Fins als nostres dies trobem:
Segle XI
- Les Regles de Trobar de Jofre de Foixà.

Segle XII
- Razos de trobar de Ramon Vidal de Besalú.

Segle XIII
- Doctrina d'acort de Terramagnino da Pisa.
- Donatz proensals de Uc Faidit.

Segle XIV
- Doctrina de compondre dictats, anònim.
- Tractat de poètica del Cançoner de Ripoll, anònim.
- Mirall de trobar de Berenguer d'Anoia.
- Doctrinal de trobar de Raimon de Cornet.
- Flors del Gay Saber o Leys d'amors (primera versió en prosa) de Guilhem Molinier.
- Flors del Gay Saber o Leys d'amors (versió en vers) de Guilhem Molinier.
- Flors del Gay Saber o Leys d'amors (segona versió en prosa) de Guilhem Molinier.
- Compendi de la coneixença dels vicis en els dictats de Gai Saber de Joan de Castellnou.
- Doctrinal de trobar de Joan de Castellnou.
- Diccionari de rims de Jaume March I.
- Torcimany de Lluís d'Averçó.
- Art nova de trobar, anònim.

Segle XVIII
- Parnàs Català de Narcís Julià.
- Tractat de la poesia catalana d'Agustí Eura.

Segle XIX
- Elements de poètica catalana i diccionari de sa rima de Pau Estorch i Siqués.

Segle XX
- Esticologia catalana de Lluís Viladot.
- Resum de poètica catalana. Mètrica i versificació d'Alfons Serra i Baldó i Rossend Llates.
- Mètrica catalana de Salvador Oliva.
- Manual de Mètrica i versificació catalanes de Josep Bargalló Valls.